# Голубые озёра (Беларусь)
Голубые озёра (Болдукские озёра, бел. Блакітныя азёры, Балдуцкія азёры) — группа озёр на территории Мядельского района Минской области и Поставского района Витебской области Белоруссии. Относятся к бассейну реки Страча, притока Вилии.
Местность, в которой расположены озера, лесистая и слабо заселена: небольшие деревни расположились по краю лесного массива. Рельеф территории представлен системой камовых холмов, озовых гряд и глубоких озёрных котловин. Высота холмов над урезом воды достигает в некоторых местах 50 метров. Сохранению озёр способствует их слабая проточность и труднодоступность территории. Необходимость сохранения уникальной территории привела к созданию в 1972 году ландшафтного заказника республиканского значения «Голубые озёра».
Примечательно и то, что в заказнике растут уникальные реликтовые растения. Особенно впечатляет то, что здесь растут венерин башмачок, лесной тюльпан и козелец Рупрехта. Это всегда удивительный сюрприз для экотуристов, отправляющихся на Голубые озёра.
Озёра группы небольшие по площади (наибольшее Болдук — 0,78 км²), но довольно глубокие (Болдук — 39,7 м, Глубля — 26,8 м).
В группу входят следующие озёра:
- Болдук
- Болдучица
- Большой Болыцик
- Глубелька
- Глубля
- Глухое
- Ильгиния
- Имшарец
- Карасик
- Мёртвое
- Малый Болтик
- Окунёк
- Ячменек

На территории заказника существует экотропа с двумя вариантами прохождения — протяженностью 4 и 7 км.